# Závod míru

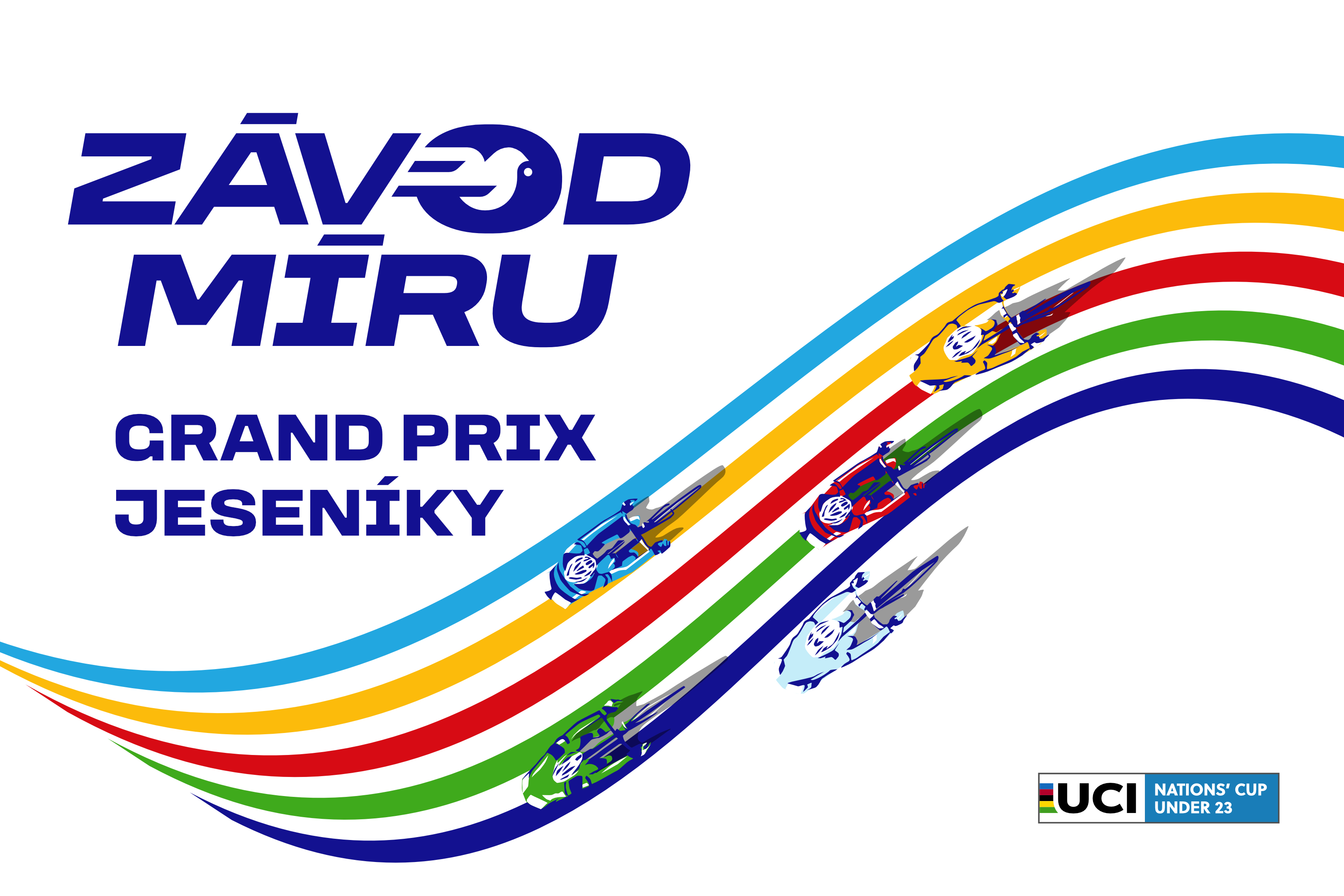
Logo obnoveného Závodu míru

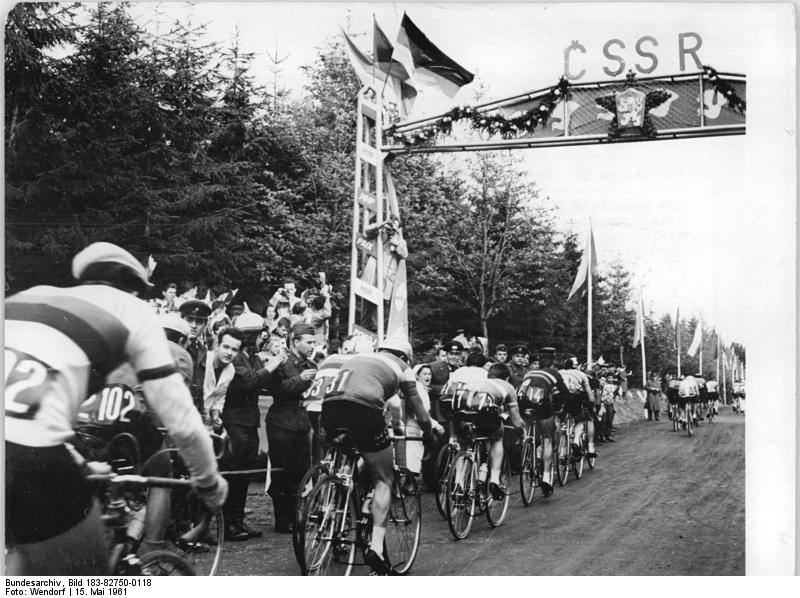
Účastníci závodu přejíždějí státní hranici s ČSSR - poblíž Karlových Varů (1961)

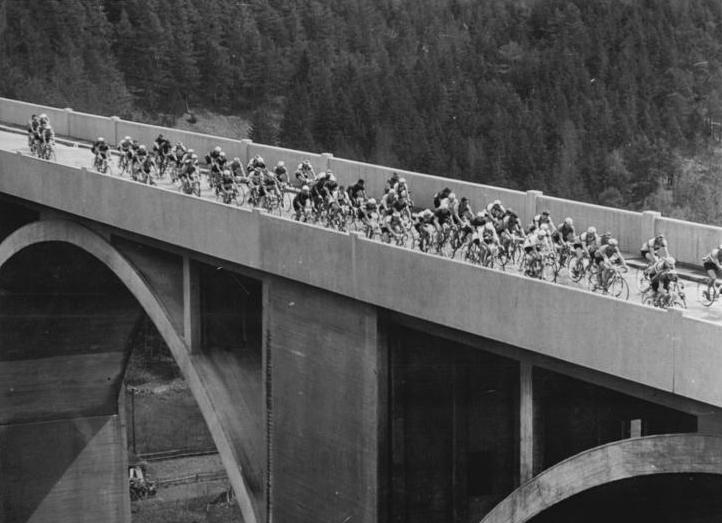
Účastníci Závodu míru na Podolském mostě během 215 km dlouhé etapy z Tábora do Karlových Varů (1955)

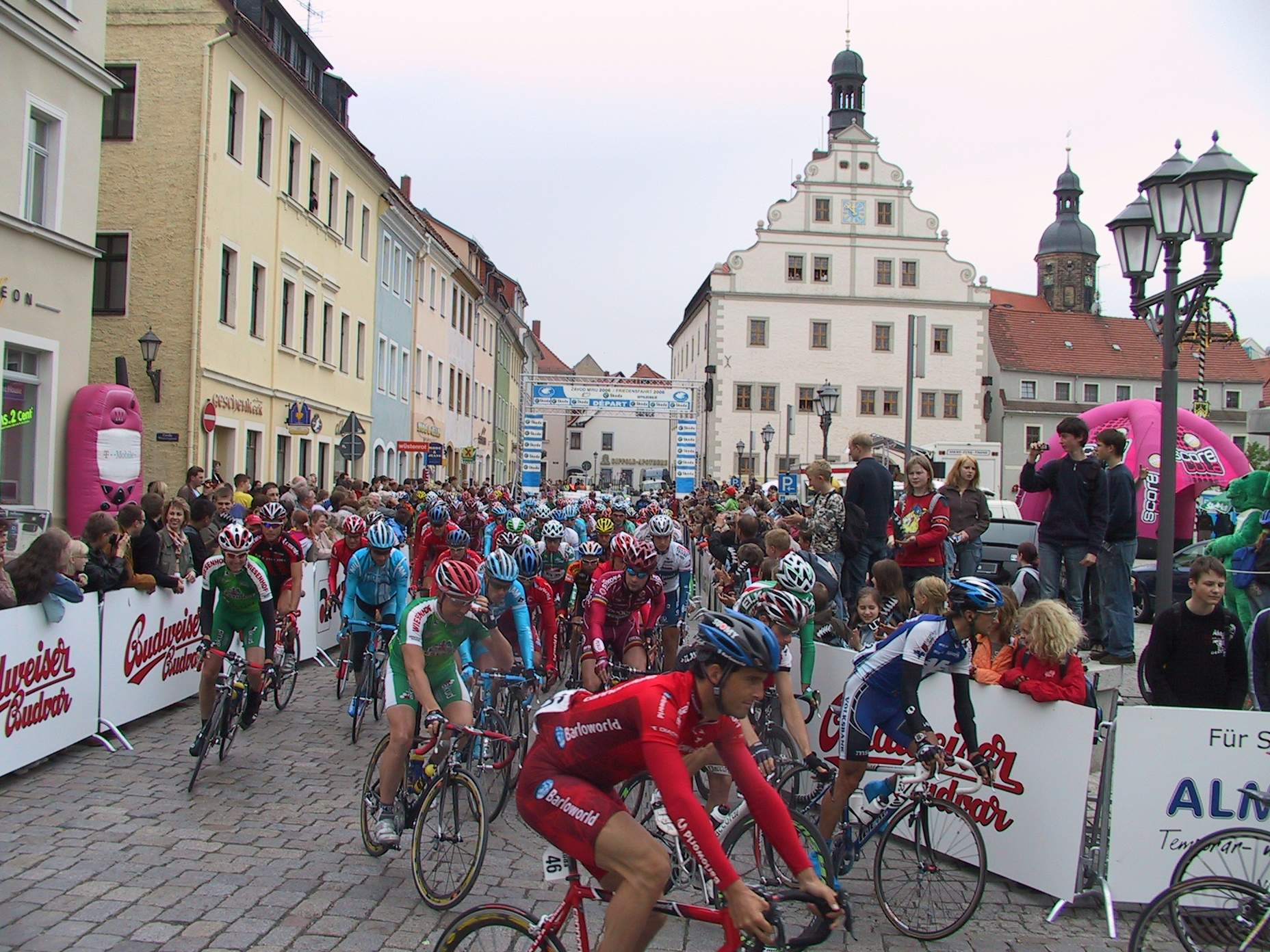
Start 6. etapy 58. ročníku 18. května 2006 v Dippoldiswalde

Závod míru (slovensky Preteky mieru, rusky Велогонка Мира, polsky Wyścig Pokoju, německy Friedensfahrt, francouzsky Course de la Paix) je cyklistický závod, který se původně konal jako největší amatérský podnik ve východní Evropě po druhé světové válce. Od sezony 2013 se jezdí jako jeden z nejprestižnějších etapových závodů pro národní týmy jezdců do 23 let.

## Historie
První ročník Závodu míru se uskutečnil v roce 1948. Tehdy s ohledem na politickou situaci jako amatérský, tudíž byl vyloučen start „kapitalistických“ cyklistických hvězd té doby. Pořadatelé nicméně dokázali vtisknout podniku mezinárodní charakter díky startu závodníků ze socialistického tábora a své reprezentanty vyslaly i dělnické organizace z Itálie, Francie či Finska. V Praze tak mohlo pětačtyřicet let po pionýrském ročníku Tour de France vyrazit směrem do Polska sedm družstev, z Varšavy dokonce deset. 
Závod se oficiálně jmenoval Slavjantour a jelo se mezi Prahou a Varšavou. Ve skutečnosti šlo o závody dva. Sedmietapový se startem v Praze a pětidílný z Varšavy. Z Prahy tehdy vyrazilo vstříc 1106 kilometrům 53 závodníků, do Varšavy jich po sedmi etapách dojelo 39. V opačném směru měřila trať 880 km a zdolat se ji v pěti dílech snažilo 65 jezdců, do Prahy však dorazilo 52. Žlutý trikot pro vítěze po vzoru Tour de France v obou cílových městech navlékli Jugoslávci: ve Varšavě Alexander Zorič (35:53,16 hodin a průměrná rychlost 30,7 km/h), v Praze Augustin Prosenik (26:52,25 h, 32,4 km/h).
Až v roce 1950 se oficiálně soutěžilo pod názvem Závod Míru.
Postupně závod získal na popularitě a významu, přestože zůstal vypsán jen pro amatéry. Od roku 1952 se mezi pořadatelské země přidalo tehdejší Východní Německo a závodilo se mezi Prahou, Berlínem a Varšavou. Místa startu úvodní etapy a cíle závěrečného dějství se střídala. V osmdesátých letech dvacátého století se pak do výčtu pořadatelských zemí zařadil i tehdejší Sovětský svaz.
Po rozpadu Československé federace se na jaře 1993 jelo poprvé téměř výhradně na území České republiky. O třináct let později se pak uskutečnil poslední ročník Závodu míru. Ekonomické problémy zapříčinily krach organizace.
Historicky nejvíce vítězství získal Němec Steffen Wesemann. Jeho pět triumfů se však datuje až do doby po roce 1989, kdy v Československu proběhla sametová revoluce. Čtyři vítězství ze Závodu míru má Polák Ryszard Szurkowski a Němec Uwe Ampler.
Mezi spurtery byl absolutním králem Němec Olaf Ludwig, který bodovací soutěž ovládl osmkrát. Tři celková prvenství získal Ryszard Szurkowski. V soutěži vrchařů jsou s třemi prvenstvími nejlepší Sergej Suchoručenkov z tehdejšího Sovětského svazu, Uwe Ampler a český závodník Jaroslav Bílek.
Do historie se nesmazatelně zapsali i čeští, respektive českoslovenští cyklisté. Vítězství slavil Jan Veselý (1949), Jan Smolík (1964), Vlastimil Moravec (1972), Ján Svorada (1990), Jaroslav Bílek (1993), Pavel Padrnos (1995) a Ondřej Sosenka (2002).

## Individuální výsledky
| Rok  | Trasa                                       | Délka      | Etapy      | Vítěz                              |
| ---- | ------------------------------------------- | ---------- | ---------- | ---------------------------------- |
| 1948 | Varšava – Praha                             | 1104 km    | 7          | Augustin Prosenik (Jugoslávie)     |
| 1948 | Praha – Varšava                             | 842 km     | 5          | Aleksandar Zorić (Jugoslávie)      |
| 1949 | Praha – Varšava                             | 1259 km    | 8          | Jan Veselý (Československo)        |
| 1950 | Varšava – Praha                             | 1539 km    | 9          | Willi Emborg (Dánsko)              |
| 1951 | Praha – Varšava                             | 1544 km    | 9          | Kaj Allan Olsen (Dánsko)           |
| 1952 | Varšava – Berlín – Praha                    | 2135 km    | 12         | Ian Steel (Velká Británie)         |
| 1953 | Bratislava – Berlín – Varšava               | 2231 km    | 12         | Christian Pedersen (Dánsko)        |
| 1954 | Varšava – Berlín – Praha                    | 2051 km    | 13         | Eluf Dalgaard (Dánsko)             |
| 1955 | Praha – Berlín – Varšava                    | 2214 km    | 13         | Gustav-Adolf Schur (NDR)           |
| 1956 | Varšava – Berlín – Praha                    | 2212 km    | 12         | Stanisław Królak (Polsko)          |
| 1957 | Praha – Berlín – Varšava                    | 2220 km    | 12         | Nenčo Christov (Bulharsko)         |
| 1958 | Varšava – Berlín – Praha                    | 2210 km    | 12         | Piet Damen (Nizozemsko)            |
| 1959 | Berlín – Praha – Varšava                    | 2057 km    | 13         | Gustav-Adolf Schur (NDR)           |
| 1960 | Praha – Varšava – Berlín                    | 2290 km    | 13         | Erich Hagen (NDR)                  |
| 1961 | Varšava – Berlín – Praha                    | 2435 km    | 13         | Jurij Melichov (SSSR)              |
| 1962 | Berlín – Praha – Varšava                    | 2407 km    | 14         | Gajnan Sajdchužin (SSSR)           |
| 1963 | Praha – Varšava – Berlín                    | 2568 km    | 15         | Klaus Ampler (NDR)                 |
| 1964 | Varšava – Berlín – Praha                    | 2246 km    | 14         | Jan Smolík (Československo)        |
| 1965 | Berlín – Praha – Varšava                    | 2318 km    | 15         | Gennadij Lebeděv (SSSR)            |
| 1966 | Praha – Varšava – Berlín                    | 2340 km    | 15         | Bernard Guyot (Francie)            |
| 1967 | Varšava – Berlín – Praha                    | 2307 km    | 16         | Marcel Maes (Belgie)               |
| 1968 | Berlín – Praha – Varšava                    | 2352 km    | 14         | Axel Peschel (NDR)                 |
| 1969 | Varšava – Berlín                            | 2036 km    | 15         | Jean-Pierre Danguillaume (Francie) |
| 1970 | Praha – Varšava – Berlín                    | 1976 km    | 15         | Ryszard Szurkowski (Polsko)        |
| 1971 | Varšava – Berlín – Praha                    | 1895 km    | 14         | Ryszard Szurkowski (Polsko)        |
| 1972 | Berlín – Praha – Varšava                    | 2025 km    | 14         | Vlastimil Moravec (Československo) |
| 1973 | Praha – Varšava – Berlín                    | 2076 km    | P, 16, E   | Ryszard Szurkowski (Polsko)        |
| 1974 | Varšava – Berlín – Praha                    | 1806 km    | 14         | Stanisław Szozda (Polsko)          |
| 1975 | Berlín – Praha – Varšava                    | 1915 km    | P, 13      | Ryszard Szurkowski (Polsko)        |
| 1976 | Praha – Varšava – Berlín                    | 1974 km    | P, 14      | Hans-Joachim Hartnick (NDR)        |
| 1977 | Varšava – Berlín – Praha                    | 1648 km    | 13         | Aavo Pikkuus (SSSR)                |
| 1978 | Berlín – Praha – Varšava                    | 1796 km    | P, 12      | Alexandr Averin (SSSR)             |
| 1979 | Praha – Varšava – Berlín                    | 1942 km    | P, 14      | Sergej Suchoručenkov (SSSR)        |
| 1980 | Varšava – Berlín – Praha                    | 2095 km    | P, 14      | Jurij Barinov (SSSR)               |
| 1981 | Berlín – Praha – Varšava                    | 1887 km    | P, 14      | Šachid Zagretdinov (SSSR)          |
| 1982 | Praha – Varšava – Berlín                    | 1941 km    | P, 12      | Olaf Ludwig (NDR)                  |
| 1983 | Varšava – Berlín – Praha                    | 1899 km    | P, 12      | Falk Boden (NDR)                   |
| 1984 | Berlín – Praha – Varšava                    | 1689 km    | P, 11      | Sergej Suchoručenkov (SSSR)        |
| 1985 | Praha – Moskva – Varšava – Berlín           | 1712 km    | P, 12      | Lech Piasecki (Polsko)             |
| 1986 | Kyjev – Varšava – Berlín – Praha            | 2138 km    | P, 15      | Olaf Ludwig (NDR)                  |
| 1987 | Berlín – Praha – Varšava                    | 1987 km    | P, 14      | Uwe Ampler (NDR)                   |
| 1988 | Bratislava – Katowice – Berlín              | 2008 km    | P, 13      | Uwe Ampler (NDR)                   |
| 1989 | Varšava – Berlín – Praha                    | 1927 km    | 12         | Uwe Ampler (NDR)                   |
| 1990 | Berlín – Slušovice – Bílsko-Bělá            | 1595 km    | P, 11      | Ján Svorada (Československo)       |
| 1991 | Praha – Varšava                             | 1261 km    | P, 9       | Viktor Rjaksinskij (SNS)           |
| 1992 | Berlín – Karpacz – Mladá Boleslav           | 1348 km    | P, 9       | Steffen Wesemann (Německo)         |
| 1993 | Tábor – Nový Bor                            | 1342 km    | P, 9       | Jaroslav Bílek (Česko)             |
| 1994 | Tábor – Trutnov                             | 1354 km    | P, 9       | Jens Voigt (Německo)               |
| 1995 | České Budějovice – Oberwiesenthal – Brno    | 1379 km    | P, 10      | Pavel Padrnos (Česko)              |
| 1996 | Brno – Żywiec – Lipsko                      | 1703 km    | P, 10      | Steffen Wesemann (Německo)         |
| 1997 | Postupim – Żywiec – Brno                    | 1629 km    | P, 10      | Steffen Wesemann (Německo)         |
| 1998 | Poznaň – Karlovy Vary – Erfurt              | 1591 km    | 10         | Uwe Ampler (Německo)               |
| 1999 | Znojmo – Polkowice – Magdeburg              | 1613 km    | 10         | Steffen Wesemann (Německo)         |
| 2000 | Hannover – Kudowa-Zdrój – Praha             | 1608 km    | 10         | Piotr Wadecki (Polsko)             |
| 2001 | Lodž – Pilzno – Postupim                    | 1611 km    | 10         | Jakob Piil (Dánsko)                |
| 2002 | České Budějovice – Saská Kamenice – Varšava | 1470 km    | 10         | Ondřej Sosenka (Česko)             |
| 2003 | Olomouc – Valbřich – Erfurt                 | 1552 km    | 9          | Steffen Wesemann (Německo)         |
| 2004 | Brusel – Vratislav – Praha                  | 1580 km    | 9          | Michele Scarponi (Itálie)          |
| 2005 | nekonal se                                  | nekonal se | nekonal se | nekonal se                         |
| 2006 | Linec – Hannover                            | 1297 km    | 8          | Giampaolo Cheula (Itálie)          |

Legenda:
- P = Prolog
- E = Epilog

## Soutěž družstev
- 1948 – Polsko
- 1948 – Polsko
- 1949 – Francie
- 1950–51 – Československo
- 1952 – Velká Británie
- 1953 – NDR
- 1954–55 – Československo
- 1956 – SSSR
- 1957 – NDR
- 1958–59 – SSSR
- 1960 – NDR
- 1961–62 – SSSR
- 1963–64 – NDR
- 1965–66 – SSSR
- 1967–68 – Polsko
- 1969 – NDR
- 1970 – Polsko
- 1971–72 – SSSR
- 1973–74 – Polsko
- 1975–81 – SSSR
- 1982–83 – NDR
- 1984–86 – SSSR
- 1987 – NDR
- 1988 – SSSR
- 1989 – NDR
- 1990 – Československo
- 1991 – Polsko
- 1992 – Německo
- 1993 – Česko I
- 1994 – Česko
- 1995 – Polsko
- 1996–97 – Team Telekom
- 1998–99 – Mróz
- 2000 – Nuerberber
- 2001 – Team Telekom
- 2002 – Mróz
- 2003 – CCC-Polsat
- 2004 – T-Mobile Team
- 2006 – Unibet.com

## Statistiky

### Nejvíce vítězství
- Celkově
  - 5 Steffen Wesemann
  - 4 Ryszard Szurkowski, Uwe Ampler
- Soutěž spurtérů
  - 8 Olaf Ludwig
  - 3 Ryszard Szurkowski
- Soutěž vrchařů
  - 3 Sergej Suchoručenkov, Uwe Ampler, Jaroslav Bílek
- Soutěž družstev
  - 20 SSSR
  - 10 NDR
  - 9 Polsko
  - 5 Československo
  - 3 Team Mroz

### Vítězové podle zemí
- 12 NDR
- 10 SSSR
- 7 Polsko, Německo
- 5 Dánsko
- 4 Československo
- 3 Česko
- 2 Jugoslávie, Francie, Itálie
- 1 Velká Británie, Bulharsko, Nizozemí

## Závod míru v kultuře
Povídka „Když ti to nejede“ z knihy Oty Pavla Plná bedna šampaňského popisuje závodníka Jana Veselého v 10. ročníku Závodu míru. Podle námětu Oty Pavla vznikl roku 1962 film Poslední etapa

## Závod míru U23
V roce 2013 došlo k obnovení závodu, avšak se zcela jiným záměrem. Jde o závod národních týmů cyklistů do 23 let, přičemž od sezony 2015 jde o jeden ze tří dílů prestižního seriálu Nations Cup.
Zpočátku byly v programu závodu jen tři etapy, už během čtvrtého ročníku došlo k rozšíření na čtyři etapy. Na start závodu se v minulosti postavily hvězdy současného světového pelotonu jako Tadej Pogačar, Tao Geoghegan Hart, Julian Alaphilippe nebo Marc Hirschi.
Závod míru U23 se jezdí na mimořádně náročných tratích v Jeseníkách, tudíž je perfektní prověrkou kvality pro adepty World Tour. 
„Každý rok vidíme, že na Závod míru jezdí silní kluci, které záhy najdete na soupiskách týmů z elitní divize. Jednotlivé reprezentace na Závod míru posílají nejlepší cyklisty. A všichni si pravidelně pochvalují, že naše etapy ukazují sílu všech kluků. Bez nadsázky můžeme říct, že jde o závod srovnatelný s těmi, které jsou někde v Pyrenejích či Alpách,“ říká Leopold König, ředitel Závodu míru do 23 let.

## Juniorská soutěž
Několikadenní etapový závod určený pro juniory se každoročně konal v severočeském městě Terezíně a jeho okolí pod názvem Závod míru mládeže. Tento závod se koná dodnes pod mírně pozměněným názvem Závod míru juniorů.